# Patrick Mason
Patrick Mason (né le  à Wellsville) est un baryton américain. 

## Biographie
Mason fait ses études supérieures au Peabody Institute de Baltimore. Sa carrière comprend de nombreux enregistrements avec le guitariste classique David Starobin (en) depuis 1970. Il a collaboré avec de nombreux compositeurs contemporains. Il enseigne le chant à l'université du Colorado à Boulder. Par ailleurs, il a aidé son ami d'enfance P. Craig Russell à adapter en bande dessinée plusieurs opéras.

## Prix et récompenses
- 2001 : Prix Eisner de la meilleure mini-série pour sa participation à The Ring of the Nibelung, adaptation par P. Craig Russell de l'œuvre de Richard Wagner